# الرنين الشكلي المتحمس
الرنين الشكلى المتحمس هو الرنين الشكلى في نظام مع أكثر من درجة من الحرية حيث، بعد التجزؤ، تكون إحدى الشظايا في حالة مستثارة . أحيانا يكون من الصعب جدا التمييز بين رنين الشكل المثارة النواة ورنين فيشباخ .

## روابط خارجية
- A short FAQ on quantum resonances
- A short FAQ on quantum resonances